# Cabdill gorjaestriat
El cabdill gorjaestriat (Hemitriccus striaticollis) és un ocell de la família dels tirànids (Tyrannidae).

## Hàbitat i distribució
Viu als clars del bosc, normalment a prop de l'aigua, localment a les terres baixes del sud-est de Colòmbia, nord del Perú, nord de Bolívia i centre i est del Brasil.